# Retrato de bambis
«Retrato de bambis» es un tema instrumental compuesto por el músico argentino Carlos Franzetti incluido en el álbum doble La la la de 1986, de Luis Alberto Spinetta y Fito Páez. El álbum fue calificado por la revista Rolling Stone y la cadena MTV como #61 entre los cien mejores discos de la historia del rock nacional argentino.
El tema está interpretado por una orquesta de cuerdas según un arreglo musical del autor. El título de la canción es obra de Luis Alberto Spinetta y se relaciona con una fotografía suya de infancia en la que aparece abrazado a un bambi de peluche, que fuera publicada en el cuadernillo anexo al álbum Pescado 2.
Fue uno de los dos temas del álbum La la la seleccionados para el megarrecital Spinetta y las Bandas Eternas organizado por Luis Alberto Spinetta en 2009 para celebrar sus 40 años en la música, ambos interpretados con Fito Páez y Juan Carlos "Mono" Fontana.

## Contexto
El álbum La la la fue el resultado de la colaboración musical de dos figuras máximas del rock nacional argentino, Luis Alberto Spinetta y Fito Páez. En el momento de la grabación Spinetta tenía 36 años y era una figura consagrada con diecinueve álbumes grabados, en tanto que Páez tenía 23 años y recién comenzaba a ser una estrella con dos álbumes grabados.
La colaboración de dos figuras máximas para sacar un álbum conjunto, como hicieron Spinetta y Páez en 1986, fue un hecho inusual en el rock nacional argentino. Argentina transitaba el tercer año de democracia luego de la caída de la última dictadura. En ese contexto democrático el rock nacional, que había aparecido en los años finales de la década de 1960, se estaba masificando y desarrollaba nuevas sonoridades, a la vez que ingresaba una nueva generación.
La asociación entre Spinetta y Páez canalizó precisamente ese encuentro entre la generación que fundó el rock nacional y la segunda generación marcada por la Guerra de Malvinas (1982) y la recuperación de la democracia (1983).
Carlos Franzetti, en 1986, tenía dos años más que Spinetta. Había sido un niño prodigio con actuaciones radiales como pianista desde los ocho años y desarrolló una sólida formación musical clásica, con fuertes aproximaciones al jazz, al tango y la música caribeña, pero también con importantes participaciones en el rock nacional argentino.

A Spinetta lo conocí en plena adolescencia. Yo cantaba con Varela Varelita y él estaba en Los Larkins con Rodolfo García. Una tarde íbamos todos en un ómnibus no recuerdo bien a dónde, y me puse a conversar con Rodolfo. Eramos amigos, siempre que nos veíamos nos ponían a charlar sobre música. Y entonces el Flaco, que se moría por entrar en la conversación, me dijo: ‘Che, ¿no le vas a dar bola a un tipo que conoce a Maynard Ferguson?’ Con eso me quiso decir que estaba informado a pesar de su corta edad. Un tiempo más tarde, con Carlos Bisso grabamos ‘Muchacha ojos de papel’ ¡en inglés! Y al Flaco le gustó la versión.
Carlos Franzetti

Radicado en Estados Unidos a mediados de la década de 1970, hasta 1985 -fecha en la que retomó sus contactos con Argentina- había grabado cinco álbumes. Desde 1991 y hasta 2014 desarrollaría una brillante carrera internacional, grabando 36 álbumes -más de un álbum por año- y recibiendo tres Premios Grammy. Pero con la reconquista de la democracia en diciembre de 1983, Franzetti se reconectó con el ambiente musical argentino al ser convocado por el director de cine Carlos Sorín para componer la banda de sonido del film La película del rey (1986).
A raíz de la presencia de Franzetti en Argentina, Fito Páez pensó que podían convocarlo para que realizara los arreglos musicales de algunos de los temas del álbum con Spinetta:

Lo de invitar a Franzetti fue una iniciativa de Fito y me parece que una de las mejores ideas del disco.
Luis Alberto Spinetta

En La la la Franzetti realizó los arreglos de cuerdas en los temas «Asilo en tu corazón», «Dejaste ver tu corazón», «Parte del aire», «Pequeño ángel» y «Hay otra canción», además de componer y ejecutar "Retrato de bambis". El tema fue grabado entre agosto y septiembre de 1986.
Spinetta volvió a convocar a Franzetti para su recital acústico para MTV Unplugged de 1997, lanzado como disco con el nombre de Estrelicia MTV Unplugged, donde arregló y dirigió “Laura va” y “Jazmín”. 
Pocos años antes de morir, en una entrevista, la periodista le preguntó "si le quedaba algo pendiente a nivel artístico" y Spinetta contestó que lo que le gustaría sería volver a grabar con Franzetti:

-  ¿Después de tu gran trayectoria sentís que te quedó algo pendiente a nivel artístico?

- Spinetta: Me gustaría volver a grabar con Carlos Franzetti. Con él hice el unplugged en MTV, que se llama Estrelicia donde me acompaña con una orquestita muy linda. Me gustaría hacer un disco con Francetti que es un amigaso, vive en New Jersey y es muy difícil coordinar las agendas pero me encantaría hace un disco con arreglos de cuerdas de él. Luego del disco que vamos a armar este año quizás hacer un disco de carácter “sinfónico” con la voz, la banda y una orquesta grosa.
Luis Alberto Spinetta, 2008

## El tema
El tema es el cuarto track del Disco 1 del álbum doble La la la. Es un breve tema instrumental de cuerdas que fue bautizado por Spinetta con el título de "Retrato de bambis". Precisamente la única fotografía de su infancia difundida públicamente por Spinetta, es un retrato de Luis Alberto cuando tenía dos años, en la que se encuentra sentado en su cama abrazado a un bambi de peluche, que fuera publicada en el cuadernillo adjunto al álbum Pescado 2 (1973), de Pescado Rabioso, titulada como "Pequeño pescado rabioso".
Fue grabado fuera de la programación original del álbum que habían hecho Páez y Spinetta. La razón fue que el estudio de grabación alquilaba la sala en turnos de dos temas, pero como Franzetti realizaba arreglos en cinco temas, quedaba sin grabar un tema en uno de los turnos que ya habían sido pagados. Franzetti tuvo la idea de grabar ese breve tema propio en el turno que quedaba libre.

Nos reencontramos con Spinetta, en los estudios ION: “Che, maestro, cómo creciste”, me dijo no bien me vio. Nos pusimos a trabajar en “Parte del aire” y el resto del material, pero como yo participaba en cinco temas y las sesiones de grabación eran por dos canciones, no tenía sentido desperdiciar un turno. Entonces grabé una suerte de intermezzo orquestal, sin un propósito definido. Pensé: “que pongan donde quieran, o que no lo usen”. Me olvidé del asunto, y después comprobé con alegría que el tema formaba parte del disco. El Flaco lo título “Retrato de los bambis” y quedó editado entre “Tengo un mono” y “Asilo en tu corazón”.
Carlos Franzetti